# Dathan Ritzenhein

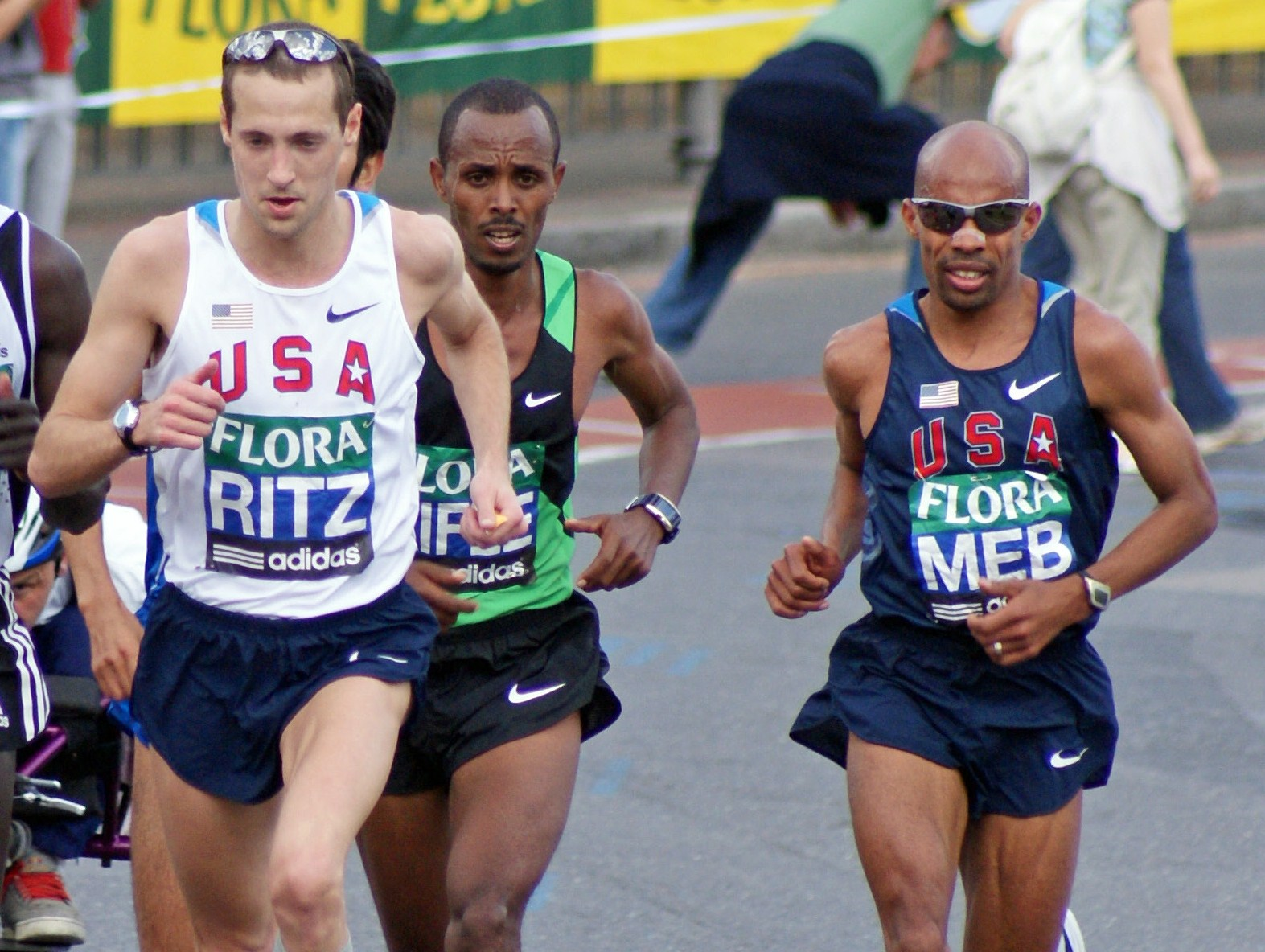
Dathan Ritzenhein (links) en Meb Keflezighi (rechts) in elkaars spoor tijdens de marathon van Londen in 2009.

Dathan Ritzenhein (Rockford (Michigan), 30 december 1982) is een Amerikaanse atleet, die zich heeft gespecialiseerd in de lange afstand en het veldlopen. Hij is het bekendst door zijn Noord- en Midden-Amerikaanse record van 12.56,27 op de 5000 m, gelopen op 28 augustus 2009 in Zurich. Inmiddels is hij dit record alweer kwijtgeraakt aan zijn landgenoot Bernard Lagat, die op 4 juni 2010 in Oslo tot 12.54,12 kwam. Ritzenhein nam ook driemaal deel aan de Olympische Spelen.

## Biografie

### Begin van de atletiek en studie
In 1999 en 2000 won Ritzenhein tweemaal de Footlocker veldlopen, het officieuze scholierenkampioenschap in de Verenigde Staten. Bij de laatste editie versloeg hij onder meer Ryan Hall en Alan Webb, twee van zijn klasgenoten uit zijn tijd aan de highschool in zijn geboorteplaats. In 2001 werd hij derde bij de wereldkampioenschappen veldlopen in Oostende in de juniorencategorie.
Als student kwam Ritzenhein uit voor de Universiteit van Colorado in Boulder, Colorado. In die periode won hij in 2003 de NCAA-veldlooptitel.

### OS-debuut
Ritzenhein werd gekozen om de Verenigde Staten te vertegenwoordigen op de Olympische Spelen van 2004 in Athene, ondanks zijn 22e plaats bij de Amerikaanse trials op de 10.000 m, een gevolg van een stressfractuur in zijn voet die hij enige tijd daarvoor tijdens de NCAA-kampioenschappen had opgelopen. Echter, omdat twee andere atleten die hadden voldaan aan de olympische kwalificatielimiet, om uiteenlopende redenen niet naar de Spelen in Athene gingen, mocht Ritzenhein in Athene toch starten. Desondanks moest hij halverwege de olympische 10.000 m uitstappen vanwege de blessure die hem ook tijdens de trials al had gehinderd. Kort na de Spelen besloot de Amerikaan om de rest van zijn studie eraan te geven en professioneel atleet te worden. In die tijd veranderde hij ook van coach en stapte hij over van Mark Wetmore naar Brad Hudson.
De trainerswissel pakte goed uit, want in 2005 won Ritzenhein zowel de Amerikaanse titel bij het veldlopen als op de 10 km. Ook won hij de internationale veldloop in Belfast. Op de wereldkampioenschappen veldlopen in Saint-Galmier leek hij ook op weg naar een goede klassering, maar kon hij het tempo van de kop niet volhouden en eindigde ten slotte op een bescheiden 62e plaats.

### Marathondebuut
In 2006 werd Ritzenhein tijdens de Amerikaanse baankampioenschappen derde op de 5000 m in 13.16,61. Tijdens de Great North Run halve marathon finishte hij dat jaar eveneens als derde met een tijd van 1:01.26. Aan het eind van het jaar debuteerde hij op de marathon tijdens de New York City Marathon met een tijd van 2:14.01.
In 2007 won Ritzenhein wederom brons op de Amerikaanse kampioenschappen, ditmaal op de 10.000 m in 28.31.88. Bij de wereldkampioenschappen in Osaka, later dat jaar, finishte hij als negende in 28.28,59. In november keerde hij terug naar New York voor de Amerikaanse trials op de marathon voor de Olympische Spelen van 2008 in Peking. Op het parcours in Central Park eindigde Ritzenhein als tweede in 2:11.06.
Bij die Olympische Spelen in Peking kwam Ritzenhein op de marathon als negende over de streep met een tijd van 2:11.59.

### Snelste Amerikaan
Ritzenhein begon 2009 door in januari tweede te worden op het Amerikaanse kampioenschap halve marathon in 1:01.35, tien seconden achter winnaar Meb Keflezighi. Drie maanden later verbeterde hij zijn persoonlijke record op de marathon naar 2:10.00. Dat deed hij in de marathon van Londen. Kort daarna maakte hij op de Amerikaanse baankampioenschappen bekend, dat hij voortaan zou samenwerken met zijn nieuwe trainer Alberto Salazar. Bij die kampioenschappen finishte Ritzenhein als tweede achter zijn toekomstige trainingsgenoot Galen Rupp. Bij de WK van 2009 in Berlijn was Ritzenhein op de 10.000 m de snelste Amerikaan met een tijd van 27.22,28, een PR-prestatie en goed voor een zesde plaats.
Elf dagen later baarde hij bij de Golden League-wedstrijd in Zurich opzien door op de 5000 m de dertien minuten barrière te doorbreken en het Amerikaanse record van Bob Kennedy te verbeteren tot 12.56,27. Bij het WK halve marathon in Birmingham won Ritzenhein ten slotte brons met een tijd van 1:00.00. Met die tijd was hij de op-één-na snelste Amerikaan aller tijden, achter de 59.43 van Ryan Hall.

### Terugval door blessures en comeback
In 2010 en 2011 ondervond Ritzenhein hinder van achillespeesblessures, waardoor goede prestaties uitbleven. Het leidde ertoe dat hij zich ten slotte in 2011 hieraan liet opereren. Hij herstelde voorspoedig en bewees in januari 2012 weer in goeden doen te zijn door tijdens de olympische marathon trials zijn PR op de marathon te verbeteren tot 2:09.55. Hiermee finishte hij echter als vierde, zodat uitzending naar de Olympische Spelen in Londen op dit onderdeel er voor hem niet in zat. Vervolgens mikte Ritzenhein op het baanseizoen en slaagde erin om zich, na eendrachtige samenwerking met trainingsmaatje Galen Rupp, met een tijd van 27.45,00 als derde te kwalificeren voor de olympische 10.000 m.
Op de Spelen in Londen kwam Ritzenhein er op de 10.000 m in de beslissende fase niet aan te pas. Terwijl zijn landgenoot Rupp zich in de leidende kopgroep wist te handhaven en met een tijd van 27.30,90 uiteindelijk zilver veroverde achter de ongenaakbare Brit Mo Farah (goud in 27.30,42), finishte Ritzenhein ruim vijftien seconden na de winnaar als dertiende in 27.45,89. Dat hij echter toch wel in een goede vorm stak bewees hij vervolgens op de halve marathon van Philadelphia, waar hij als derde finishte in 1:00.57, de snelste tijd van een Amerikaan dat jaar op die afstand. Ten slotte eindigde hij op de marathon van Chicago 2012 in oktober als eerste niet-Afrikaanse deelnemer op de negende plaats in 2:07.47, een ruime verbetering van zijn persoonlijk record.
In 2013 nam Ritzenhein op de WK van 2013 opnieuw deel aan de 10.000 m. Gedurende een groot deel van de race zat hij er goed bij. Met nog 1000 m te gaan nam hij zelfs de kop over en zette een plotselinge tempoversnelling in gang. Uiteindelijk leverde hem dat in vergelijking met zijn olympische race weinig meer op. Want hoewel de Amerikaan deze keer 27.37,90 voor zich liet klokken, acht seconden sneller dan in Londen, werd hij er tiende mee en was Mo Farah met zijn winnende 27.21,71 opnieuw aanzienlijk sneller dan Ritzenhein. Twee maanden later was hij weer actief op de weg, nam deel aan de Chicago Marathon en finishte daarin als vijfde in 2:09.45.

### Focus op de weg
In de jaren die volgden concentreerde Dathan Ritzenhein zich op de weg. Zo werd hij in 2015 bij de Amerikaanse kampioenschappen op de 10 Engelse mijl derde, won de halve marathon van Tampa en werd zevende in de Boston Marathon in 2:11.20. Zijn poging om zich in februari 2016 tijdens de Amerikaanse Marathon Trials te kwalificeren voor de Olympische Spelen van 2016 in Rio de Janeiro, mislukte echter. Na 21 mijl moest hij zelfs voortijdig opgeven, iets wat hem gedurende de laatste twaalf jaar van zijn loopbaan niet meer was overkomen.

## Titels
- Amerikaans kampioen 10 km - 2005
- Amerikaans kampioen veldlopen (lange afstand) - 2005, 2008, 2010
- NCAA-kampioen veldlopen - 2003
- NCAA-kampioen 5000 m - 2004

## Persoonlijke records
Baan
| Onderdeel   | Prestatie        | Datum            | Plaats    |
| ----------- | ---------------- | ---------------- | --------- |
| 1500 m      | 3.42,99          | 10 mei 2007      | Palo Alto |
| 3000 m      | 7.39,03          | 15 juli 2007     | Sheffield |
| 2 Eng. mijl | 8.11,74          | 10 juni 2007     | Eugene    |
| 5000 m      | 12.56,27 (ex-AR) | 28 augustus 2009 | Zurich    |
| 10.000 m    | 27.22,28         | 17 augustus 2009 | Berlijn   |

Weg
| Onderdeel      | Prestatie | Datum           | Plaats     |
| -------------- | --------- | --------------- | ---------- |
| 10 km          | 28.08     | 20 mei 2007     | New York   |
| 15 km          | 43.29     | 27 juli 2008    | New York   |
| 20 km          | 56.48     | 11 oktober 2009 | Birmingham |
| halve marathon | 1:00.00   | 11 oktober 2009 | Birmingham |
| 25 km          | 1:14.42   | 13 oktober 2013 | Chicago    |
| 30 km          | 1:29.56   | 13 oktober 2013 | Chicago    |
| marathon       | 2:07.47   | 7 oktober 2012  | Chicago    |

Indoor
| Onderdeel | Prestatie | Datum            | Plaats       |
| --------- | --------- | ---------------- | ------------ |
| 3000 m    | 8.01,72   | 23 februari 2002 | Lincoln, NE  |
| 5000 m    | 13.42,09  | 12 maart 2004    | Fayetteville |

## Palmares

### 5000 m
- 2004:  NCAA in College Station – 14.04,73

Golden League-podiumplekken
- 2009:  Weltklasse Zürich – 12.56,27

### 10.000 m
- 2004: DNF OS
- 2007:  Amerikaanse kamp. in Indianapolis – 28.31,88
- 2007: 9e WK – 28.28,59
- 2009:  Amerikaanse kamp. in Eugene – 27.58,59
- 2009: 6e WK – 27.22,28
- 2012:  USA Olympic Trials in Eugene – 27.36,09
- 2012: 13e OS – 27.45,89
- 2013:  Amerikaanse kamp. in Des Moines – 28.49,66
- 2013: 10e WK – 27.37,90

### 10 km
- 2005:  Amerikaanse kamp. – 28.11
- 2016: 4e BAA in Boston – 28.12

### 10 Eng. mijl
- 2015:  HealthPlus Crim – 47.16
- 2015:  Amerikaanse kamp. – 46.53
- 2016:  HealthPlus Crim – 47.24

### 20 km
- 2015:  Faxon Law New Haven Road Race – 59.27

### halve marathon
- 2006:  Great North Run – 1:01.25
- 2008:  halve marathon van New York – 1:01.38
- 2009:  Amerikaanse kamp. in Houston – 1:01.35
- 2009:  WK in Birmingham – 1:00.00
- 2010: 4e Great North Run – 1:02.35
- 2012:  halve marathon van Philadelphia – 1:00.57
- 2013:  halve marathon van New York – 1:01.10
- 2015:  halve marathon van Tampa – 1:03.17
- 2017: 6e Great North Run – 1:02.49
- 2018:  halve marathon van New York – 1:02.42

### marathon
- 2006: 11e marathon van New York – 2:14.01
- 2007:  marathon van New York – 2:11.06,3
- 2008: 9e OS – 2:11.59
- 2009: 11e marathon van Londen – 2:10.00
- 2010: 8e New York City Marathon – 2:12.33
- 2012: 4e USA Olympic Trials in Houston – 2:09.55
- 2012: 9e Chicago Marathon – 2:07.47
- 2013: 5e Chicago Marathon – 2:09.45
- 2015: 7e Boston Marathon – 2:11.20

### veldlopen
- 2001:  WK voor junioren – 25.46
- 2002: 24e WK – 36.31
- 2005:  Amerikaanse kamp. – 36.59
- 2005: 62e WK – 38.46
- 2008:  Amerikaanse kamp. – 35.03
- 2010:  Amerikaanse kamp. – 34.34